# Brabo de Carvalho
Osvaldo Brabo de Carvalho, ou apenas Brabo de Carvalho, (Muaná, 4 de maio de 1925 – local não identificado, 13 de dezembro de 2016) foi um advogado, procurador de justiça e político brasileiro, outrora deputado federal pelo Pará.

## Dados biográficos
Filho de José da Cunha Carvalho e Francisca de Paula Brabo de Carvalho. Advogado formado em 1949 na Universidade Federal do Pará, assumiu a presidência do Tribunal de Justiça Desportiva da Federação Paraense Desportiva no ano seguinte e em 1951 tornou-se procurador do Instituto Nacional da Previdência Social (INPS), além de auditor da Federação Paraense de Desportos entre 1968 e 1974.
Suplente de deputado estadual pelo PTB em 1954, voltou à política ao eleger-se para o referido cargo em 1962. Quando o Regime Militar de 1964 cassou o governador Aurélio do Carmo, integrou um bloco de apoio suprapartidário a Jarbas Passarinho, o novo titular do Palácio Lauro Sodré. A partir de então, cerrou fileiras na ARENA, renovando o mandato em 1966, 1970 e 1974. Eleito deputado federal em 1978, ingressou no PDS em 1980, sob a liderança de Alacid Nunes. Um ano depois, parlamentares ligados ao citado governador aderiram ao PTB por divergências políticas com o senador Jarbas Passarinho, então presidente do Senado Federal, e dentre eles estava Brabo de Carvalho.
A proibição de coligações partidárias e a exigência de fidelidade partidária levaram Brabo de Carvalho para o PMDB em agosto de 1981. Reeleito em 1982, votou a favor da Emenda Dante de Oliveira em 1984, mas foi um dos poucos membros do PMDB a apoiar Paulo Maluf no Colégio Eleitoral em 1985, não concorrendo no pleito de 1986.
Renunciou ao mandato parlamentar a quinze dias do fim, pois foi nomeado procurador autárquico do Instituto de Administração Financeira da Previdência e Assistência Social (IAPAS), assumindo a superintendência deste órgão no Pará em janeiro de 1987, mantendo-se no cargo até 1990. Foi assessor especial do governador Almir Gabriel no primeiro mandato do mesmo.